# تاریخ هنر فرانسه
| تاریخ هنر |
| تاریخ هنر غرب |
| تاریخ هنر فرانسه |
| عمومی |
| هنر فرانسه رده‌ها |
| دوران‌های تاریخی |
| پیش از تاریخ سده‌های میانه رنسانس و منریسم باروک و کلاسیک‌گری روکوکو و دورهٔ کلاسیک نو سدهٔ نوزدهم سدهٔ بیستم هنر معاصر فرانسه |
| هنرمندان فرانسوی |
| هنرمندان (به ترتیب تاریخ) هنرمندان - نقاشان مجسمه‌سازان - معماران عکاسان                                                   |
| جنبش‌های هنری |
| جنبش‌های هنری (به ترتیب تاریخ) جنبش‌های هنری                                                                                |
| جامعهٔ هنری |
| تالارها و فرهنگستان‌ها |
| موزه‌ها |
| موزه‌های هنری |
| موضوعات پربازدید |
| دریافتگری - کوبیسم دادائیسم - فراواقع‌گرایی                                                                                |
| ورودی موضوعات فرانسه |

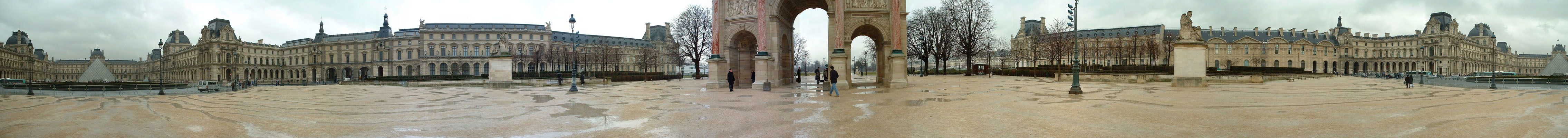
تصویر پانورامای موزه لوور پاریس ۲۰۰۶

تاریخ هنر در فرانسه، به ویژه هنرهای تجسمی و دیداری، همواره از غنا و تنوع بسیار چشمگیری برخوردار بوده‌است.
از کلیسای جامع شارتر در سبک گوتیک گرفته تا تابلوهای نقاشی «مناظر شبانه» ژرژ دولا تور و نیلوفرهای آبی اثر مونه تا به فواره عجیب دوشان در عصر حاضر، همگی تأثیر برجسته‌ای بر حوزهٔ هنری جهان داشته‌اند.
از جمله در زبان فارسی نیز واژه‌های هنری زیادی ریشه در سنت هنر فرانسه دارد برای نمونه واژه‌هایی مانند تابلو، موزه، گراوور، گوبلن، دکوراسیون، گالری، کارتون، گرافیک، ویولون، کوبیسم و غیره.
بخاطر گستردگی موضوع، نوشتارهای مربوط به تاریخ هنر فرانسه به عنوان‌های جداگانه‌ای بخش شده‌اند که می‌توانید از راه الگوی روبرو به آنها دست یابید.
فهرستی از موزه‌های هنری پاریس و حومه در بخش پائینی این صفحه آورده شده‌است.
برای دسترسی به اطلاعات کلی دیگر درباره فرهنگ و هنر فرانسه می‌توانید به عناوین زیر رجوع نمائید:
- ادبیات فرانسه
- تاریخ فرانسه
- فرهنگ فرانسه

## موزه‌های هنری فرانسه

### پاریس
- موزه لوور Musée du Louvre
- موزه دورسه Musée d'Orsay (هنر سدهٔ ۱۹)
- کانون پومپیدو Centre Pompidou (هنر سدهٔ بیستم)
- موزه ملی سده‌های میانه (Musée national du Moyen âge)
- کاخ توکیو Palais de Tokyo (هنر سدهٔ بیستم)
- موزه گیمه Musée Guimet (هنر آسیایی)
- گران پاله Grand Palais (نمایشگاه‌های متغیر)
- پتی پاله Petit Palais (نقاشی رنسانس و مبلمان)
- نگارخانه ملی ژو دوپوم Galerie nationale du Jeu de Paume((نمایشگاه‌های متغیر)
- موزه پیکاسو Musée Picasso (آثار هنرمندان)
- موزه رودن Musée Rodin (تندیس‌ها)
- موزه زادکین Musée Zadkine (تندیسگری)
- بنیاد دوبوفه Fondation Dubuffet (تندیسگری و نگارگری)
- موزه کارناواله Musée Carnavalet (پاریس و سدهٔ ۱۷، ساختمان آن از منازل قدیمی بوده)
- موزه ژاکمار-آندره Musée Jacquemart-André (از رنسانس تا سدهٔ ۱۹)
- بنیاد کارتیه Fondation Cartier (هنر معاصر)
- مرکز ملی عکاسی (Centre National de la photographie)
- موزه بوردل Musée Bourdelle (تندیسگری)
- موزه داپه Musée Dapper (هنر آفریقایی)
- موزه گوستاو مورو Musée Gustave Moreau (نقاش نمادگرا)
- گوبلن‌بافی Manufacture des Gobelins (بافته‌های سدهٔ ۱۷)
- موزه نیسیم دو کاموندو Musée Nissim de Camondo (مجموعهٔ خصوصی از سدهٔ ۱۸)
- موزه مایول Musée Maillol (تندیسگری)
- خانه عکاسی اروپا Maison Européenne de la Photographie
- موزه سرامیک سور Musée de Céramique à Sèvres
- موزه مون‌پارناس Musée du Montparnasse

### نزدیک پاریس
- کاخ ورسای Palace of Versailles
- قصر فونتن‌بلو château Fontainebleau
- سن ژرمن آن لای Saint-Germain-en-Laye